# Prodasineura doisuthepensis
Prodasineura doisuthepensis är en trollsländeart som beskrevs av Hoess 2007. Prodasineura doisuthepensis ingår i släktet Prodasineura och familjen Protoneuridae. IUCN kategoriserar arten globalt som otillräckligt studerad. Inga underarter finns listade i Catalogue of Life.